# Jan Kozakiewicz (pływak)
Jan Kozakiewicz (ur. 24 lutego 1996) – polski pływak i kontroler ruchu lotniczego. Specjalizuje się w stylu klasycznym, mistrz i rekordzista kraju, olimpijczyk.

## Kariera
W kwietniu 2021 roku na mistrzostwach Polski w Lublinie zwyciężył na dystansie 50 m stylem klasycznym i ustanowił nowy rekord Polski (27,11). Złoty medal zdobył także w konkurencji 100 m stylem klasycznym. 
Miesiąc później podczas mistrzostw Europy w Budapeszcie w eliminacjach 50 m stylem klasycznym czasem 26,82 poprawił własny rekord kraju, a w finale tej konkurencji zajął czwarte miejsce (27,10). Na dwukrotnie dłuższym dystansie uplasował się na 21. pozycji ex aequo z Norwegiem André Klippenbergem Grindheimem. Obaj pływacy uzyskali czas 1:00,38. W sztafecie 4 × 100 m stylem zmiennym Kozakiewicz wraz z Kacprem Stokowskim, Jakubem Majerskim i Jakubem Kraską zajął czwarte miejsce. Polacy czasem 3:32,82 ustanowili nowy rekord kraju. W eliminacjach sztafet mieszanych 4 × 100 m stylem zmiennym razem z Alicją Tchórz, Jakubem Majerskim i Kornelią Fiedkiewicz pobił rekord Polski (3:46,43). Kozakiewicz brał udział również w wyścigu finałowym, w którym polska sztafeta zajęła siódme miejsce. 
Na igrzyskach olimpijskich w Tokio płynął w sztafecie 4 × 100 m stylem zmiennym, która uplasowała się na dziewiątej pozycji i ustanowiła nowy rekord Polski (3:32,62). Brał też udział w wyścigu eliminacyjnym sztafet mieszanych 4 × 100 m stylem zmiennym. Polacy zostali w nim jednak zdyskwalifikowani.
Pracuje jako kontroler ruchu lotniczego.